# زالتسهاوزن
زالتسهاوزن (به آلمانی: Salzhausen) یک شهر در آلمان است که در Salzhausen واقع شده‌است. زالتسهاوزن ۴٬۴۴۴ نفر جمعیت دارد.